# Helene Rask
Anne Helene Rask Arnesen – norweska modelka i gwiazda pop, urodzona w listopadzie 1980 roku, znana jest dzięki takim utworom jak: No Love czy Get On. W wieku 17 lat Helene rozpoczęła karierę, dzięki czemu obecna była na okładkach najbardziej poczytnych pism norweskich, duńskich i szwedzkich, takich jak FHM, Vi Menn czy Henne. Pracowała także w Gatebil Magazine. Jako piosenkarka zadebiutowała w roku 2006 singlem No Love, promującym pierwszy krążek Colours. Helene założyła własną agencję modelek Rask Models – jedną z najpopularniejszych w Norwegii. Jej siostra także zajmuje się modellingiem. Gwiazda związana jest z wytwórnią Best Of Music.
21 marca 2009 r. wydział podatkowy norweskiego Ministerstwa Finansów w swym biuletynie (Finansavisen) ogłosił, że agencja modellingu gwiazdy- Rask Company- została postawiona w stan upadłości z powodu braku zapłaty podatków.

## Dyskografia

### Albumy
- 2006: Colours

### Single
- 2006: No Love
- 2006: Get On
- 2006: Magic Summer
- 2007: Same Colours
- 2007: Don't Ever Stop